# Kanton Périgord Vert Nontronnais
Der Kanton Périgord Vert Nontronnais ist seit 2015 ein französischer Kanton im Arrondissement Nontron im Département Dordogne und in der Region Nouvelle-Aquitaine; sein Hauptort ist Nontron, seine Vertreter im Generalrat des Départements sind seit 2015 Pascal Bourdeau und Juliette Nevers, die beide der PS angehören. Der Kanton wurde im März 2015 durch die Zusammenlegung der ehemaligen Kantone Nontron und Bussière-Badil sowie von fünf Gemeinden des ehemaligen Kantons Saint-Pardoux-la-Rivière neu geschaffen.

## Entstehung
Der Kanton Périgord Vert Nontronnais ist aus der Gebietsreform des Jahres 2014 hervorgegangen, welche ihrerseits auf dem Erlass vom 21. Februar 2014 beruht. Die Reform trat mit den Départementswahlen im März 2015 in Kraft.

## Geographie
Der Kanton Périgord Vert Nontronnais ist Grenzkanton zum Département Charente und zum Département Haute-Vienne. Er hat als Organisationszentren die Subpräfektursstadt Nontron und die Gemeinde Saint-Pardoux-la-Rivière, die beide dem Arrondissement Nontron angehören. Er wird von folgenden fünf Kantonen umgeben:
| Kanton Val de Tardoire (Département Charente) | Kanton Charente-Bonnieure (Département Charente) | Kanton Rochechouart (Département Haute-Vienne) |
|                                               | Kompassrose, die auf Nachbargemeinden zeigt      | Kanton Thiviers                                |
| Kanton Brantôme                               |                                                  |                                                |

Seine topographischen Höhen variieren zwischen seiner tiefstgelegenen Stelle mit 115 Metern am Bandiat im Gemeindegebiet von Varaignes und seiner höchsten Erhebung mit 370 Meter im Gemeindegebiet von Saint-Saud-Lacoussière. Die absolute Höhendifferenz beträgt 255 Meter.

## Gemeinden
Der Kanton besteht aus 28 Gemeinden mit insgesamt 15.184 Einwohnern (Stand: 1. Januar 2022) auf einer Gesamtfläche von 560,25 km²:
| Gemeinde                              | Einwohner 1. Januar 2022 | Fläche km² | Dichte Einw./km² | Code INSEE | Postleitzahl |
| ------------------------------------- | ------------------------ | ---------- | ---------------- | ---------- | ------------ |
| Abjat-sur-Bandiat                     | 635                      | 27,62      | 23               | 24001      | 24300        |
| Augignac                              | 825                      | 22,64      | 36               | 24016      | 24300        |
| Busserolles                           | 505                      | 32,46      | 16               | 24070      | 24360        |
| Bussière-Badil                        | 372                      | 19,86      | 19               | 24071      | 24360        |
| Champniers-et-Reilhac                 | 511                      | 20,40      | 25               | 24100      | 24360        |
| Champs-Romain                         | 287                      | 20,33      | 14               | 24101      | 24470        |
| Connezac                              | 76                       | 5,78       | 13               | 24131      | 24300        |
| Étouars                               | 165                      | 7,83       | 21               | 24163      | 24360        |
| Hautefaye                             | 128                      | 12,47      | 10               | 24209      | 24300        |
| Javerlhac-et-la-Chapelle-Saint-Robert | 818                      | 29,25      | 28               | 24214      | 24300        |
| Le Bourdeix                           | 240                      | 11,69      | 21               | 24056      | 24300        |
| Lussas-et-Nontronneau                 | 285                      | 22,35      | 13               | 24248      | 24300        |
| Milhac-de-Nontron                     | 512                      | 34,75      | 15               | 24271      | 24470        |
| Nontron                               | 3.049                    | 24,67      | 124              | 24311      | 24300        |
| Piégut-Pluviers                       | 1.178                    | 18,11      | 65               | 24328      | 24360        |
| Saint-Barthélemy-de-Bussière          | 215                      | 15,01      | 14               | 24381      | 24360        |
| Saint-Estèphe                         | 584                      | 21,37      | 27               | 24398      | 24360        |
| Saint-Front-la-Rivière                | 497                      | 17,89      | 28               | 24410      | 24300        |
| Saint-Front-sur-Nizonne               | 166                      | 13,05      | 13               | 24411      | 24300        |
| Saint-Martial-de-Valette              | 801                      | 15,71      | 51               | 24451      | 24300        |
| Saint-Martin-le-Pin                   | 273                      | 15,54      | 18               | 24458      | 24300        |
| Saint-Pardoux-la-Rivière              | 1.170                    | 23,84      | 49               | 24479      | 24470        |
| Saint-Saud-Lacoussière                | 823                      | 58,04      | 14               | 24498      | 24470        |
| Savignac-de-Nontron                   | 205                      | 9,69       | 21               | 24525      | 24300        |
| Sceau-Saint-Angel                     | 126                      | 17,49      | 7                | 24528      | 24300        |
| Soudat                                | 102                      | 8,82       | 12               | 24541      | 24360        |
| Teyjat                                | 279                      | 16,99      | 16               | 24548      | 24300        |
| Varaignes                             | 357                      | 16,60      | 22               | 24565      | 24360        |
| Kanton Périgord Vert Nontronnais      | 15.184                   | 560,25     | 27               | 2413       | –            |

Die Bevölkerung im Kanton konzentriert sich eindeutig auf die Gemeinde Nontron, das auch die höchste Bevölkerungsdichte besitzt, und dessen Nachbargemeinde Saint-Martial-de-Valette. Sekundäre Zentren sind Piégut-Pluviers und Saint-Pardoux-la-Rivière. Die Bevölkerungsdichten schwanken zwischen extrem dünnbesiedelten Landgemeinden wie Sceau-Saint-Angel mit 7 Einwohnern/km² und der Stadtgemeinde Nontron mit 140 Einwohnern/km². Die flächenmäßig größte Gemeinde mit 58,04 Quadratkilometer ist Saint-Saud-Lacoussière, die kleinste Connezac mit nur 5,78 Quadratkilometer.

## Hydrographie
Der Kanton wird von folgenden Flüssen entwässert:
- Tardoire (Grenzfluss zum Département Charente) mit ihren linken Nebenflüssen Bandiat und Trieux. Die Entwässerung erfolgt generell nach Westen in Richtung Charente
- Dronne, Entwässerung generell nach Südsüdwest.

## Geologie

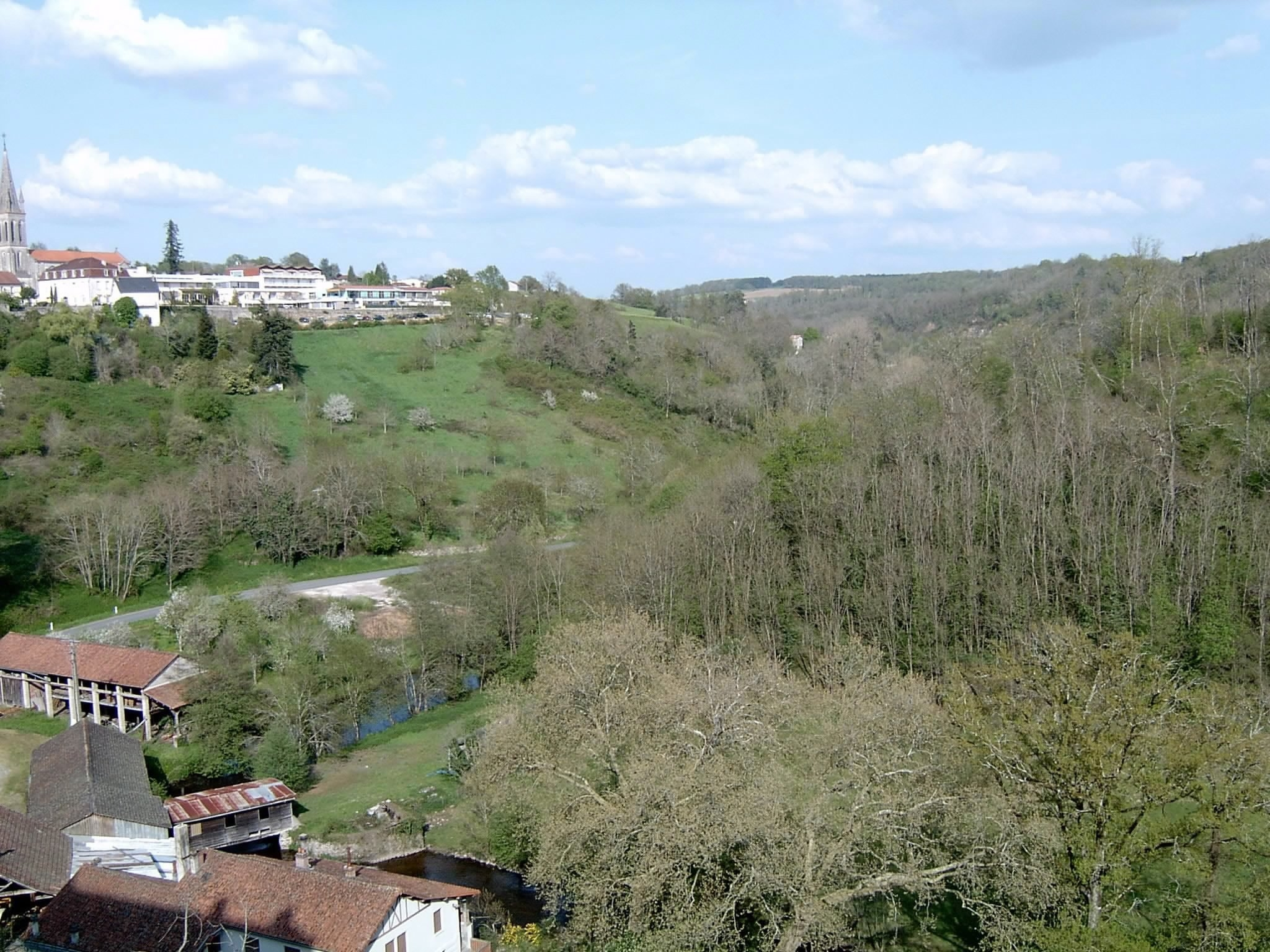
Nontron und das Tal des Bandiats, Blick nach Nordost

Geologisch lässt sich der Kanton Périgord Vert Nontronnais zweiteilen. Der größere Nordostteil gehört noch zum variszischen Grundgebirge des Massif Central, der Südwestteil wird von generell flach liegenden bis leicht nach Südsüdwest einfallenden, mesozoischen Sedimenten des nordöstlichen Aquitanischen Beckens unterlagert, welche zu Beginn des Juras transgredierten. Das Grundgebirge bildet eine schwach nach Südwest abfallende Pultscholle, die etwas gegenüber den Beckensedimenten meist entlang einer Randstörung herausgehoben ist und durchschnittlich größere Höhenlagen aufweist. Es wird aus dem Saint-Mathieu-Dom aufgebaut, bestehend aus Glimmerschiefern, verschiedenen Paragneisen sowie aus dem Saint-Mathieu-Leukogranit und dem Piégut-Pluviers-Granodiorit.
Die Sedimente bestehen aus Lias (Arkosen, Dolomite, Schiefertone, Oolithkalke und Mikrite), der im Bereich der Randstörung oft verkieselt auftritt, aus Fossilkalken des Doggers, die rekristallisiert sein können, sowie aus transgressiver, fossilführender Oberkreide (Cenomanium bis Coniacium).
Die Randstörung wird oft von detritischem, eisenhaltigem Sidérolithique aus dem Eozän begleitet. Pleistozänes Kolluvium (Schotter und Kiese fluviatilen Ursprungs) bedeckt stellenweise relativ geringmächtig das Grundgebirge, kann aber im Sedimentbecken zu mächtiger werdenden Hüllsedimenten heranwachsen. Alluviale Schotterterrassen aus der Riß- und der Würm-Kaltzeit finden sich im Tal der Dronne und des Bandiats.
An bekannten mineralischen Rohstoffen zu nennen sind die Minerale Baryt, Galenit (Bleiglanz), Kassiterit, Scheelit, Sphalerit (Zinkblende), die Uranminerale Autunit und Torbernit (Chalkolith) sowie Eisenerz, Manganerz und Kaolin. Weniger bekannte Minerale sind Pyromorphit und Nontronit.

## Ökologie

### Naturpark
Der Kanton Périgord Vert Nontronnais ist integraler Bestandteil des Regionalen Naturparks Périgord-Limousin.

### Schutzgebiete
Eine ökologische Schutzzone (Französisch ZNIEFF – Zone naturelle d’intérêt écologique, faunistique et floristique) befindet sich im Tal der Queue d’Ane im Gemeindegebiet von Saint-Saud-Lacoussière (ZNIEFF des Typus 1, Schutzzonennummer 27100000). Auch die Niederungen des Bandiats und seiner rechten Nebenflüsse wie beispielsweise Doue und Ruisseau de Varaignes sind unter der Bezeichnung Vallées du réseau hydrographique du Bandiat als Schutzgebiete ausgewiesen. Der Flusslauf des Trieux – ein rechter Seitenarm der Tardoire – steht ebenfalls unter Schutz.
Zwischen den Weilern Pombol und Chazelle der Gemeinde Saint-Front-la-Rivière wurden die Feuchtwiesen entlang der Dronne als Ökotop (ZNIEFF) anerkannt. Das Gebiet erstreckt sich über 4 Kilometer und ist insgesamt 115 Hektar groß. Es weist eine sehr interessante Flora auf.

## Geschichte

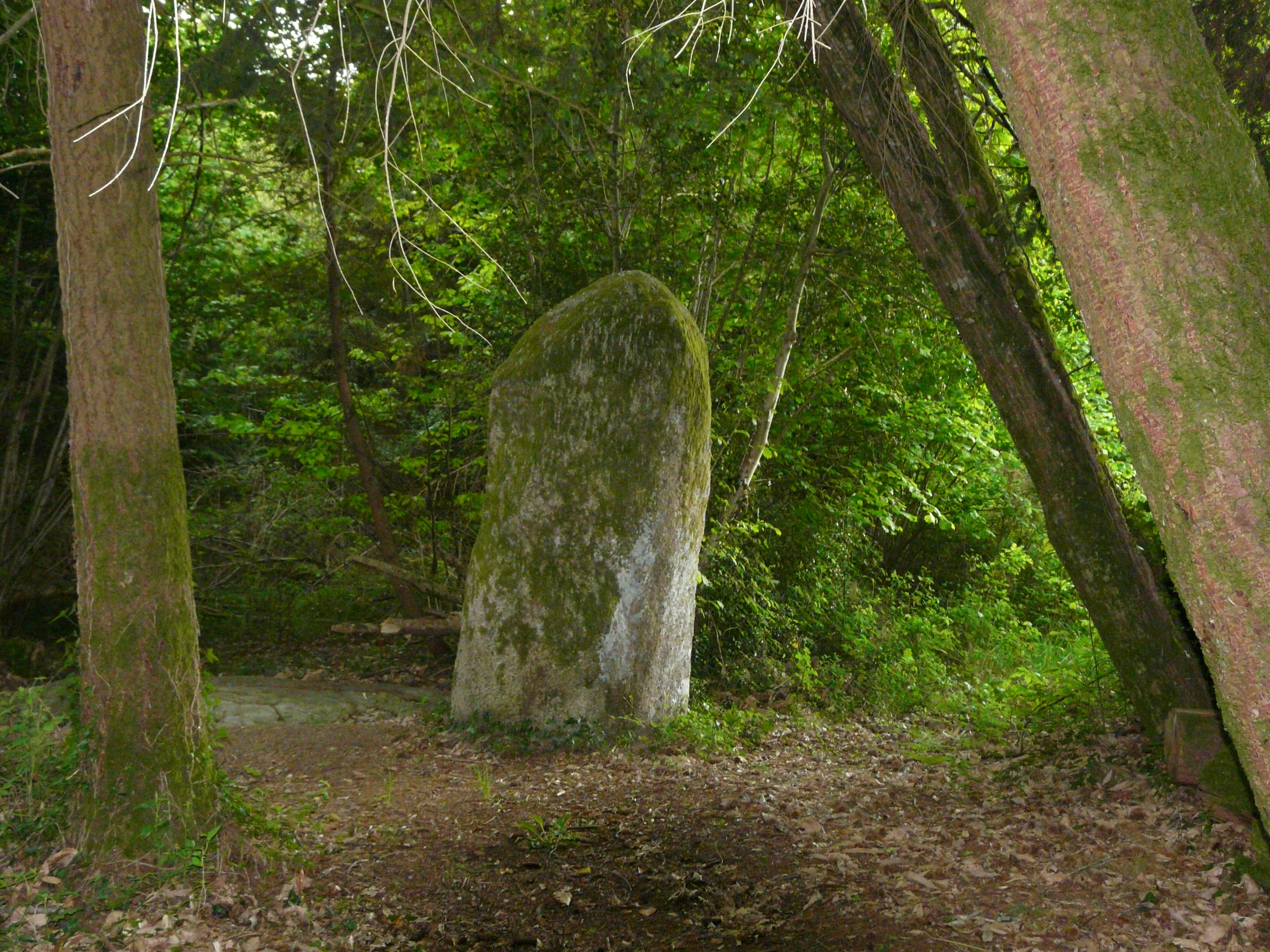
Der Menhir von Fixard

Die menschliche Besiedlung im Kanton Périgord Vert Nontronnais lässt sich mindestens bis 10000 v. Chr. ins Neolithikum (spätes Magdalénien) zurückverfolgen. Mögliche ältere Spuren aus dem Paläolithikum kommen von Aux Roches in der Gemeinde Varaignes. Neolithische Beispiele sind die bekannte Höhle von Teyjat und der nahegelegene Abri Mège. In der Höhle von Teyjat finden sich auf 6 Abschnitte verteilt feine, sehr realistische Ritzzeichnungen von etwa 40 Figuren, darunter Hornträger (Bisons, Hirsche, Rentiere, Rinder). Weitere neolithische Funde stammen von Piogeat bei Milhac-de-Nontron. Spuren finden sich auch am Butte du Collège in Piégut-Pluviers sowie in Soudat und in Saint-Barthélemy-de-Bussière.
Aus der Megalithzeit sind Überreste der Dolmen von Veaubrunet bei Teyjat und von Saint-Barthélemy-de-Bussière erhalten, ein Tumulus bei Coudert-Ferry (Milhac-de-Nontron) sowie der Menhir von Fixard im Gemeindegebiet von Saint-Estèphe.
Eisenzeitliche Mauerreste sind bei Puygaud und bei Maine du Bos im Gemeindegebiet von Piégut-Pluviers gegenwärtig.
Auch die Römer haben einige Spuren hinterlassen. Erwähnenswert sind ein Villenkomplex aus dem 1. Jahrhundert in der Gemeinde von Lussas-et-Nontronneau (Chez Vayssière), eine weitere Villa bei Les Petits Bois in Bussière-Badil sowie das Castrum von Nontron mit Strassenresten bei Poperdu und La Roderie de Bord. Reste einer Römerstraße und einer Schmiede finden sich ferner bei Chez Noyer (Piégut-Pluviers) und auch Reste eines Oppidums, einer Villa und einer Schmiede können bei Villechalanne und bei La Courarie (Saint-Barthélemy-de-Bussière) ausgemacht werden.

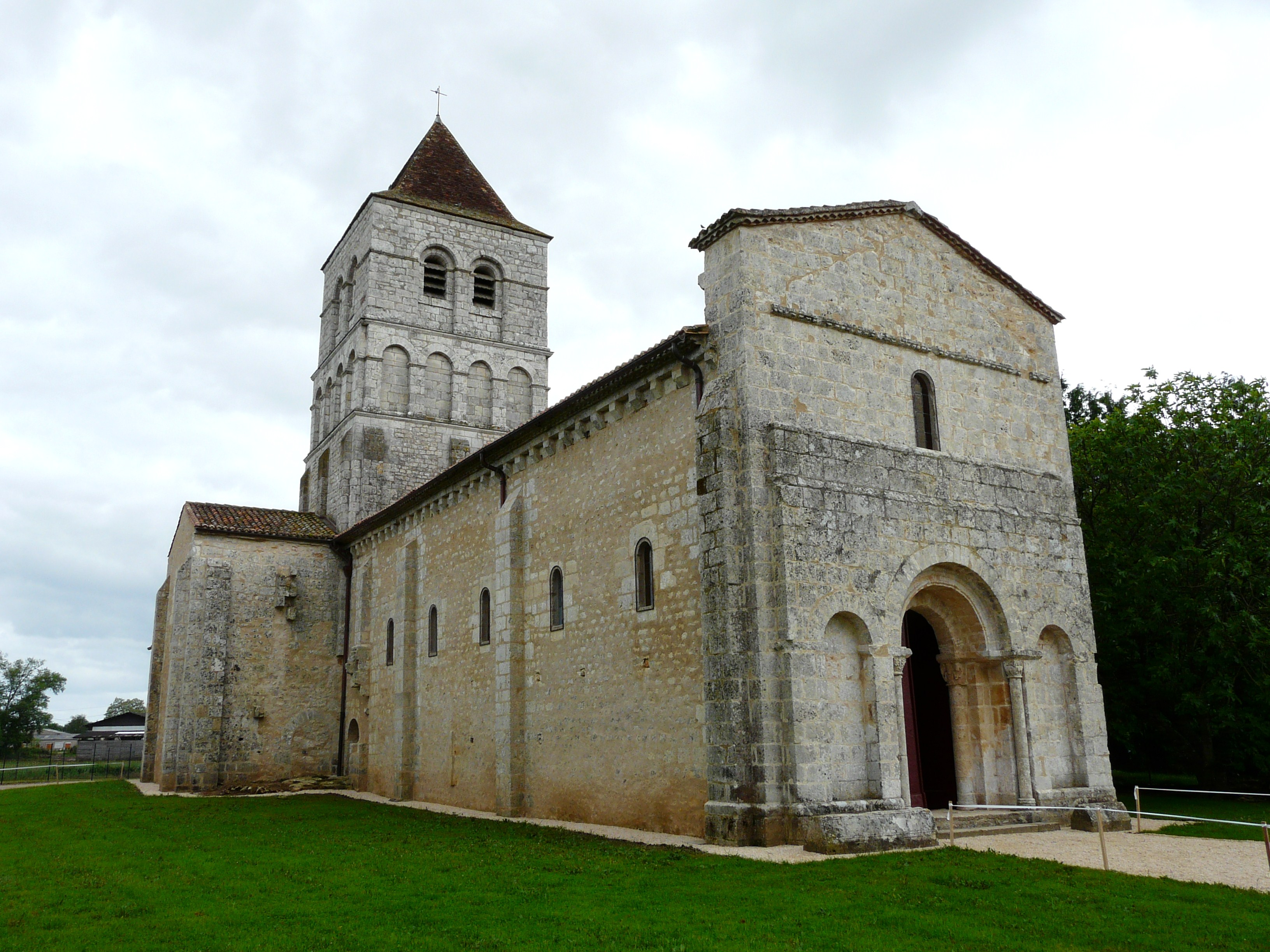
Romanische Kirche von La-Chapelle-Saint-Robert

Im Mittelalter wurden in den meisten Gemeinden romanische Kirchen erbaut, zu besichtigen beispielsweise in:
- Abjat-sur-Bandiat – Kirche Saint-André, 12. Jahrhundert, verändert im 16. Jahrhundert und später
- Augignac – Kirche Saint-Martial aus dem 12. Jahrhundert, restauriert im 19. Jahrhundert
- Busserolles – Saint-Martial, 12. Jahrhundert
- Bussière-Badil – Notre-Dame-de-la-Nativité. Die Kirche stammt aus dem 12. Jahrhundert und war Teil der Benediktinerabtei.
- Champniers-et-Reilhac – Kirchen aus dem 12. Jahrhundert, sowohl in Champniers als auch in Reilhac (St-Paul)
- Hautefaye
- Javerlhac – 12. Jahrhundert
- La-Chapelle-Saint-Robert – 12. Jahrhundert
- Le Bourdeix – mit rundem Wehrturm aus dem 12. Jahrhundert, verändert im 15. Jahrhundert
- Lussas – Kirche St. Étienne, 12. Jahrhundert
- Lussas-et-Nontronneau – Fontroubade, Zisterzienserkapelle, 12. Jahrhundert; zerstört
- Milhac-de-Nontron – die Templerkirche Saint-Martin, 12. Jahrhundert
- Saint-Estèphe – stark verändert im 15. Jahrhundert und später
- Saint-Front-sur-Nizonne – 12. Jahrhundert
- Saint-Martial-de-Valette – 12. Jahrhundert
- Saint-Martin-le-Pin – 12. Jahrhundert
- Saint-Saud – 12. Jahrhundert
- Saint-Angel – verändert im 18. Jahrhundert; gotische Kapelle bei La Pouyade
- Varaignes – 12. Jahrhundert

Der romanische Ursprung der Kirchen in Étouars, Pluviers und Soudat ist wegen späterer Umbauarbeiten nicht mehr zu erkennen.

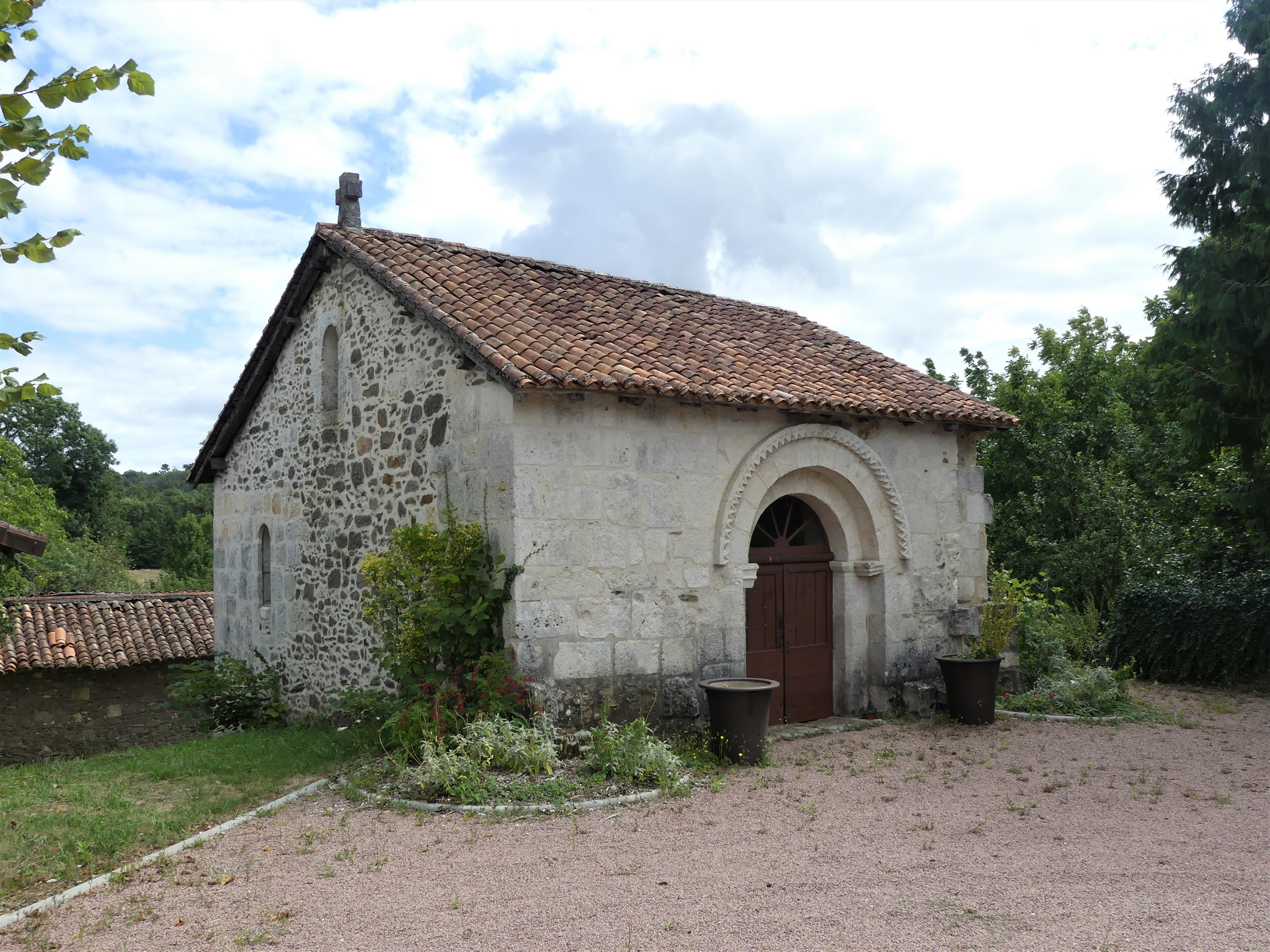
Die Kapelle von Chantres

Auch einige Priorate sind teilweise erhalten geblieben, darunter:
- Bussière-Badil – die Benediktiner gründeten im Jahr 768 ein Priorat. 1088 wurde an der gleichen Stelle erstmals eine Benediktinerabtei erwähnt.
- La-Chapelle-Saint-Robert – Reste eines ehemaligen Benediktinerpriorats aus dem 10. Jahrhundert
- Saint-Estèphe – Ruinen des Grammontenserpriorats Badeix aus dem 12. Jahrhundert
- Milhac-de-Nontron – Zisterzienser-Priorat Saint-Blaise in Chantres. Übriggeblieben ist die romanische Kapelle aus dem 12. Jahrhundert.
- Die Zisterzienser gründeten ferner eine Abtei im Jahr 1163, das Kloster Peyrouse in der Gemeinde Saint-Saud-Lacoussière.
- Das einstige Kloster in Saint-Pardoux-la-Rivière geht ins 13. Jahrhundert zurück, die Ordenszugehörigkeit ist jedoch nicht geklärt.

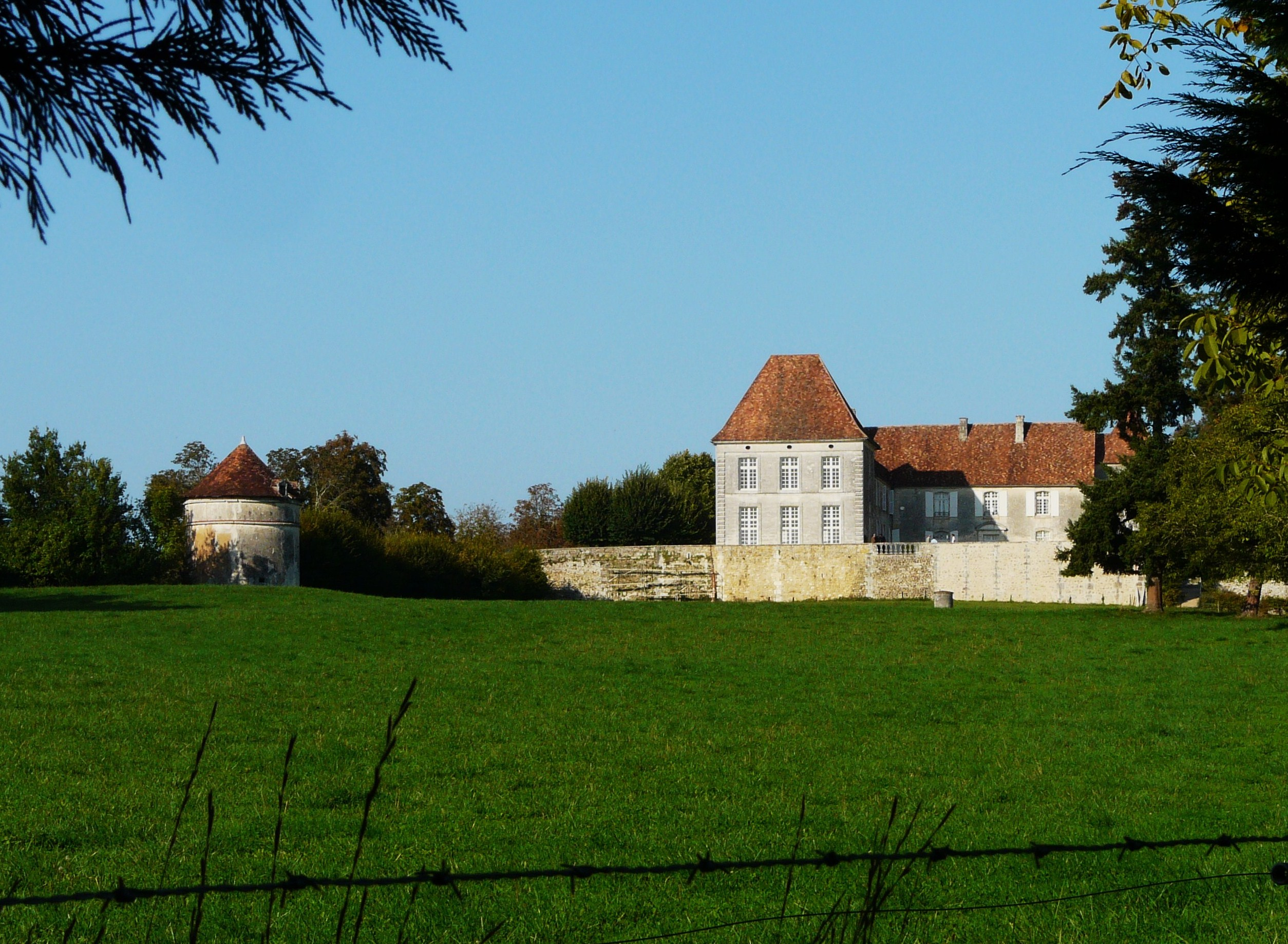
Schloss von Connezac

Unter den weltlichen Bauwerken (Burgen, Schlösser und Herrensitze) sind anzuführen:
- Abjat-sur-Bandiat – Château de Grospuy aus dem 13. Jahrhundert
- Augignac – Schloss Leygurat aus dem 13. Jahrhundert
- Bussière-Badil – Wehrschloss aus dem 11. Jahrhundert, dessen Donjon noch zu sehen ist
- Connezac – Schloss aus dem 16. Jahrhundert und 17. Jahrhundert
- Javerlhac – Schloss aus dem 16. Jahrhundert
- Lussas-et-Nontronneau – Schloss Beauvais aus dem 16. Jahrhundert
- Milhac-de-Nontron – der Herrensitz La Glaudie aus dem 15. Jahrhundert; mit Kapelle aus dem 12. Jahrhundert. Der Herrensitz Magnac aus dem 16. Jahrhundert
- Piégut-Pluviers – die Festung wurde im Jahr 1199 auf Anordnung von Richard Löwenherz zerstört
- Saint-Estèphe – Schlossruinen bei Le Briodet bzw. Le Brieudet aus dem 13. Jahrhundert und dem 15. Jahrhundert
- Saint-Front-la-Rivière – die Burgruine Château de la Renaudie und das Château Saulnier aus dem 13. Jahrhundert sowie das Château de Pommier aus dem 15. Jahrhundert
- Saint-Front-sur-Nizonne – Schloss Bagatelle, teilweise aus dem 17. Jahrhundert, an einer ehemaligen Römerstraße gelegen
- Saint-Martial-de-Valette – Schloss Puyfaiteau und Schloss Montcheuil
- Saint-Saud-Lacoussière – Schloss aus dem 12. Jahrhundert; wurde im Hundertjährigen Krieg zerstört
- Sceau-Saint-Angel – Schloss L'Age (oder Lage), Ruinen aus dem 15. Jahrhundert